# Jewgenija Wjatscheslawowna Koschelnikowa
Jewgenija Wjatscheslawowna Koschelnikowa Suchorutschenkowa (russisch Евгения Вячеславовна Кошельникова Сухорученкова; internationale Umschrift: Evgenia Sukhoruchenkova; * 25. September 1986 in Stawropol) ist eine russische Triathletin, Mitglied der Nationalmannschaft (Duathlon), Trägerin der Auszeichnung Meister des Sports (Мастер спорта) und in ihrer Altersklasse (U23) sowohl Duathlon-Europa- wie auch Duathlon-Weltmeisterin des Jahres 2009, russische Elite-Aquathlon-Staatsmeisterin (2011) und Duathlon-Staatsmeisterin (2015).

## Werdegang
Suchorutschenkowa-Koschelnikowa ist mit dem aus Sankt Petersburg gebürtigen Triathleten Nikolaj Suchorutschenkow (Николай Сухорученков) verheiratet, in allen offiziellen Sieger- und Teilnehmerlisten der ITU wird Jewgenija daher, auch für Wettkämpfe vor ihrer Verehelichung, nur noch mit diesem Familiennamen (allerdings in der international üblichen Umschrift: Sukhoruchenkova, für Сухорученкова) geführt. In russischen Quellen findet man Jewgenija bis 2008 unter ihrem Geburtsnamen Koschelnikowa, ab 2009 schwankt die Namensform.
Seit 2004 nimmt Jewgenija Koschelnikowa auch an internationalen Triathlon-Bewerben der Elite-Klasse, also nicht nur ihrer Altersklasse, teil und konnte sich die 17-Jährige gleich auf Anhieb einen vierten Elite-Platz bei einem Europacup sichern.
Suchorutschenkowa-Koschelnikowa nahm auch an verschiedenen Militärweltmeisterschaften erfolgreich teil. In Hyderabad (2007) wurde sie Dritte, in Satenas (2006) und Otepää (2008) gewann sie Gold bzw. Silber in der Teamwertung und wurde Zehnte bzw. Neunte in der Individualwertung.

### U23-Duathlon-Europameisterin 2009
In Russland tritt Suchorutschenkowa für die Stawropoler Sport-Eliteschule СУОР (Училище Олимпийского резерва Ставрополь) an.
2011 wurde sie Nationale Meisterin im Aquathlon.
Im September 2015 wurde sie Duathlon-Staatsmeisterin.
Im September 2017 wurde Evgenia	Sukhoruchenkova nationale Vizemeisterin Duathlon.

## Sportliche Erfolge
| Datum/Jahr    | Rang | Wettbewerb                              | Austragungsort | Zeit     | Bemerkung                                                                                 |
| ------------- | ---- | --------------------------------------- | -------------- | -------- | ----------------------------------------------------------------------------------------- |
| 3. Juni 2017  | LAP  | RUS Triathlon National Championships    | Izhevsk        | –        | überrundet                                                                                |
| 6. Juni 2015  | DNF  | RUS Triathlon National Championships    | Sotschi        | –        |                                                                                           |
| 27. Aug. 2016 | 11   | RUS Triathlon National Championships    | Pensa          | 02:14:29 |                                                                                           |
| 26. Sep. 2015 | 17   | ETU Triathlon European Cup Final        | Sotschi        | 02:10:07 |                                                                                           |
| 20. Aug. 2011 | 42   | ITU Triathlon Sprint World Championship | Lausanne       |          | Triathlon-Weltmeisterschaft auf der Sprintdistanz                                         |
| 23. Juli 2005 | 21   | ETU European Triathlon Championships    | Alexandroupoli | 01:05:46 | bei der Junioren-Europameisterschaft (0,75 km Schwimmen, 20 km Radfahren und 5 km Laufen) |

| Datum/Jahr    | Rang | Wettbewerb                             | Austragungsort | Zeit     | Bemerkung                                                 |
| ------------- | ---- | -------------------------------------- | -------------- | -------- | --------------------------------------------------------- |
| 3. Sep. 2017  | 2    | RUS Duathlon National Championships    | Krasnoyarsk    | 02:03:21 | Vizemeisterin hinter Anastassija Alexandrowna Protassenja |
| 20. Aug. 2016 | 6    | RUS Duathlon National Championships    | Saratov        | 02:29:44 |                                                           |
| 13. Sep. 2015 | 1    | RUS Duathlon National Championships    | Tscheboksary   | 02:10:14 |                                                           |
| 26. Juli 2013 | 8    | ITU Duathlon World Championships       | Cali           | 02:03:36 | ITU Duathlon-Weltmeisterschaft (Kurzstrecke)              |
| 22. Sep. 2012 | 7    | ITU Duathlon World Championships       | Nancy          |          |                                                           |
| 5. Sep. 2010  | 14   | ITU Duathlon World Championships       | Edinburgh      |          | Duathlon-Weltmeisterschaft                                |
| 2. Mai 2010   | 6    | ETU Duathlon European Championship     | Nancy          |          | 10 km Laufen, 40 km Radfahren und 5 km Laufen             |
| 26. Sep. 2009 | 1    | ITU Duathlon World Championship U23    | Concord        |          | U23-Duathlon-Weltmeisterin auf der Kurzdistanz            |
| 23. Mai 2009  | 1    | ETU Duathlon European Championship U23 | Budapest       |          | U23-Duathlon-Europameisterin                              |

| Datum/Jahr   | Rang | Wettbewerb                           | Austragungsort | Zeit | Bemerkung                     |
| ------------ | ---- | ------------------------------------ | -------------- | ---- | ----------------------------- |
| 2011         | 1    | RUS Aquathlon National Championships | Russland       |      | Nationale Meisterin Aquathlon |
| 8. Sep. 2010 | 6    | ITU Aquathlon World Championships    | Budapest       |      | Aquathlon-Weltmeisterschaft   |

(DNF – Did Not Finish; LAP – Überrundet)